# Хелсингбори
Хѐлсингбо̀ри (на шведски: Helsingborg, произнася се [ˈhɛlsiŋˈbɔrj], правопис по правилата за транскрипции до 1995 г. Хелсинбор, като немска транскрипция Хелзингборг) е град в южна Швеция, лен Сконе.

## География
Градът е главен административен център на едноименната община Хелсингбори. Разположен е на северния бряг на пролива Йоресун. Намира се на около 460 km на югозапад от столицата Стокхолм. В южната му част е устието на река Роон. Има жп гара, летище и пристанище. Има жп и автомобилен ферибот с датския град Хелсингьор. Населението на града е 97 122 жители според данни от преброяването през 2010 г.

## История
Основан е на 21 май 1085 г.

## Икономика
Корабостроителна, електротехническа и химическа промишленост.

## Спорт
Представителният футболен отбор на града се казва Хелсингборис ИФ. Дългогодишен участник е в Шведската лига Алсвенскан. Отборът на хелсингборийския южен квартал Роо се казва Роо ИФ. През 1948 г. е бил носител на Купата на Швеция.

## Известни личности
Родени в Хелсингбори
- Хенрик Ларсон (р. 1971), футболист

Починали в Хелсингбори
- Ларс-Ерик Ларсон (1908-1986), композитор

## Побратимени градове
- Александрия, САЩ
- Дубровник, Хърватска от 1998 г.
- Пярну, Естония
- Хелсингьор, Дания от 1849 г.